# Жимолость їстівна
Жимолость їстівна (Lonicera edulis), або Бружмель їстівний — лікарська рослина, чагарник з їстівними плодами, вид роду жимолость (Lonicera) родини жимолостеві (Caprifoliaceae). Росте в природі в Східному Сибіру і на Далекому Сході Росії, а також у Кореї і Китаї.
За даними сайту The Plant List, нині Lonicera edulis вважається синонімом  Lonicera venulosa  subsp.  Edulis  (Turcz. ex Freyn) Vorosch.

## Ботанічний опис
Листопадний чагарник до метра-півтора заввишки.. Молоді пагони тонкі, запушені, зелені, місцями з фіолетовим відтінком. Старі біля основи досягають товщини 3 см, кора на них жовтувато-бура, без запушення, відшаровується вузькими смужками. Крона густа, куляста.
Листя довгасто-ланцетне з загостреними вершинами, довжиною до 7 см, з дископодібними прилистками, зрослими з короткими черешками. Молоде листя густо запушене, на старому — запушення рідке або відсутнє.
Квітки жовтуваті, воронкоподібні, розташовані парами в пазухах листків. Час цвітіння в Україні — початок квітня. Квіти витримують заморозки до −4 (за іншими даними, до −6 градусів).
Плоди темно-блакитні з сизим восковим нальотом, довжиною 9—12 мм, форма різноманітна: циліндричні, довгасто-еліптичні, інколи округлі. Дозрівають у кінці травня-червні. М'якоть соковита, червоно-фіолетова.
Насіння дрібне, світло-коричневе, довжиною близько 2 мм.
У місцях свого природного росту бружель їстівний утворює великі зарості у вигляді підліску мішаних лісів. Зарості найчастіше розміщені в сирих місцях гірських схилів, по вирубках, узлісках, берегах і заплавах рік, по околицях торф'яників і мохових боліт.

## Застосування
Плоди цього виду жимолості їстівні, на смак кисло-солодкі, кислі з приємною гірчинкою або солодкі (залежно від сорту та складу ґрунту). Їх споживають у свіжому вигляді, а також роблять варення, компоти, соки. Нарівні з іншими їстівними видами використовується в селекції, з метою виведення більш великоплідних і врожайних сортів.
Іноді жимолость їстівну вирощують як декоративну рослину.

## Вирощування
Непримхлива, але у посуху потребує поливу.
Абсолютно морозостійка, найбільш рання ягода в умовах України.
На відміну від лохини, брусниці тощо не потребує перезволожених рихлих ґрунтів, але теж надзвичайно корисна.
Розмножується насінням (батьківські ознаки зберігаються неповністю) або живцюванням.
Живцювати жимолость складніше, ніж смородину, але легше, ніж, наприклад, троянди.
Можна або пригинати гілочки до землі, або зрізати молоді пагони і висаджувати у вологу землю під кутом. Необхідний парник, яким можуть слугувати банка або сулія.
Урожайність жимолості невисока, швидкість росту помірна.

## Сорти
В Україні поширені сорти Бахчарська, Вітамінна, Голубе Веретено та інші.